# Ratpenat de nas tubular gegant
El ratpenat de nas tubular gegant (Nyctimene major) és una espècie de ratpenat de la família dels pteropòdids. Viu a Salomó i Papua Nova Guinea. El seu hàbitat natural són els boscos de plana tropicals primaris, així com els boscos pertorbats, les plantacions i els jardins rurals. Es creu que no hi ha cap amenaça particular per a la supervivència d'aquesta espècie.